# Mårten Elfstrand
Mårten Elfstrand, född 29 maj 1859 i Undersåker, Jämtlands län, död  11 oktober 1927 i Uppsala, var en svensk läkare och professor.
Avgångsexamen från Östersunds högre allmänna läroverk 1883, medicine doktor på avhandlingen Studier över alkaloidernas lokalisation samt docent i farmakognosi vid Uppsala universitet 1895. Följande år förordnades han som e.o. professor i farmakodynamik och farmakognosi samt blev 1897 docent, 1898 e.o. professor och 1908 ordinarie professor i dessa ämnen vid Uppsala universitet.
Han var en framstående botaniker, särskilt kännare av släktet Hieracium. Bland hans skrifter märks Om krotin, ägghvitartadt gift i Croton-frön, samt Läkemedelslära med särskild hänsyn till svenska farmakopén (två delar, 1905, 1908).
Gift 20 december 1908 med Adolfina Matilda Schwalbe (1877–1943). Han är begravd på Uppsala gamla kyrkogård.